# Gransjön (Sala socken, Västmanland)
Gransjön är en sjö i Heby kommun och Sala kommun i Västmanland och ingår i Dalälvens huvudavrinningsområde. Sjön har en area på 0,103 kvadratkilometer och ligger 66,7 meter över havet.

## Delavrinningsområde
Gransjön ingår i det delavrinningsområde (666200-155030) som SMHI kallar för Utloppet av Hallaren. Medelhöjden är 69 meter över havet och ytan är 44,57 kvadratkilometer. Räknas de 33 avrinningsområdena uppströms in blir den ackumulerade arean 272,17 kvadratkilometer. Storån som avvattnar avrinningsområdet har biflödesordning 2, vilket innebär att vattnet flödar genom totalt 2 vattendrag innan det når havet efter 100 kilometer. Avrinningsområdet består mestadels av skog (70 procent). Avrinningsområdet har 5,08 kvadratkilometer vattenytor vilket ger det en sjöprocent på 11,4 procent.